# Las Peñitas (Piura)
Las Peñitas es un caserío peruano ubicado en el distrito de Las Lomas, perteneciente a la provincia y departamento de Piura, al norte del Perú. 

## Ubicación
Las Peñitas se ubica al noreste de la provincia de Piura, en el distrito de Las Lomas, en el departamento de Piura.

## Demografía
En 2017 Las Peñitas tenía una población de 161 habitantes.